# Arbeitsstress
Arbeitsstress bezeichnet das Hervorrufen von Unwohlbefinden und Spannungen am Arbeitsplatz, welche durch verschiedenste Faktoren ausgelöst werden und drastische Auswirkungen auf die menschliche Psyche haben. Arbeitsbedingter Stress kann sich sowohl aufgrund von Unter- als auch von Überforderung äußern und resultiert oft in ernstzunehmenden Krankheiten.

## Definition von Arbeitsstress
Stress ist eine normale Reaktion des Körpers und hat evolutionsbiologische Hintergründe. Er zählt zur Kampf-oder-Flucht-Reaktion und versetzt den Körper in Alarmbereitschaft, was sich an verschiedenen physiologischen Anzeichen, z. B. hoher Blutdruck, erhöhter Puls, Muskelspannung etc., ausdrückt. Arbeitsstress bzw. Stress am Arbeitsplatz wird unterschiedlich definiert. Eine verbreitete und von der EU-Kommission verwandte Definition zu Arbeitsstress lautet: „... Gesamtheit emotionaler, kognitiver, verhaltensmäßiger und physiologischer Reaktionen auf widrige und schädliche Aspekte des Arbeitsinhalts, der Arbeitsorganisation und der Arbeitsumgebung. Dieser Zustand ist durch starke Erregung und starkes Unbehagen, oft auch durch ein Gefühl des Überfordertseins charakterisiert.“

## Ursachen von Arbeitsstress

### Zunahme an Aufgaben und Informationsmenge
Als eine bedeutende Ursache für Arbeitsstress zählt die Zunahme der Arbeits- und Informationsmenge sowie fortlaufende Unterbrechungen bei Erledigung der Arbeitsaufgabe. Die zunehmende Informationsmenge am Arbeitsplatz, insbesondere wenn diese mit einer geringen Informationsqualität einhergeht, führt dabei zu Arbeitsstress und zu einer Verringerung der Aufmerksamkeitsspanne. Durch letzteres steigt die Fehlerhäufigkeit, welche eine Belastung für die betroffenen Personen darstellt.
Eine Studie, welche den Zusammenhang zwischen gesundheitlichen Beschwerden und dem Vorkommen von Informationsüberflutung untersuchte, ergab, dass sich die Beschwerden über das gesundheitliche Wohlergehen aufgrund zunehmend erlebter Informationsflut immer mehr häuften. Beschwerdearten wie körperliche und emotionale Ermüdung wurden genannt und als mögliche Symptomatik eines Burnout-Syndroms konferiert.
Eine zur Informationsüberflutung am Arbeitsplatz durchgeführte Studie zeigte, dass Betroffene sich durch das gleichzeitige Erledigen von mehreren Arbeitsvorgängen, durch den Leistungsdruck und durch andere Arbeitsbedingungen oft überfordert fühlen. Diese Bedingungen stehen im Zusammenhang mit dem Erleben von Informationsflut am Arbeitsplatz. Um dieses Empfinden zu vermindern, bedarf es an gerechter Arbeitsverteilung und Unterstützung der Betroffenen seitens des Kollegiums und des Vorgesetzten.

### Belastungsdruck
Belastungsdruck wird gerade im Gesundheitswesen sehr oft erlebt. Betroffene klagen über eine hohe psychosoziale Überforderung am Arbeitsplatz. Die Gründe hierfür sind unter anderem das zu große Arbeitsvolumen und Fachpersonalmangel. Der Wunsch, den Gesellschaftsnormen gerecht zu werden, spielt hierbei eine große Rolle und verursacht einen hohen inneren Druck, welcher oft mit Unzufriedenheit und Dauerstress einhergeht. Man unterscheidet  zwischen körperlichem und psychischem Belastungsdruck. Während in den vergangenen Jahrzehnten der körperliche Druck geringer wurde, ist der psychische Druck massiv angestiegen.
Auslöser für psychischen Belastungsdruck sind unter anderem:
- Termindruck[11]
- Mehrfachaufgabenperformanz[12]
- Überanstrengung

Belastungsdruck wird durch zu hohe Anforderungen, zu geringe Kontrollierbarkeit, zu wenig Belohnung, zu wenig soziale Unterstützung und ungerechte Behandlung gefördert. Diese Aspekte gehören zu den arbeitsbezogenen Stressoren, welche in den letzten Jahrzehnten erforscht wurden. Sie erhöhen die Arbeitsbelastung und haben Auswirkungen auf die körperliche Gesundheit.
Eine Forschungsarbeit, welche krankheitsbedingte Frührentner untersuchte, zeigte, dass Berufe, in denen Arbeitnehmer hoher psychosozialer Belastung ausgesetzt werden, das Risiko auf gesundheitsbedingte Frührente anheben. Es wurde nachgewiesen, dass sich die arbeitsbedingten Erkrankungen, welche durch den enormen Belastungsdruck entstehen, auf das alltägliche Leben der Arbeiter auswirken.

### Erreichbarkeit
Laut den Ergebnissen einer empirischen Studie der Universität Freiburg führt arbeitsbezogene Erreichbarkeit zu einer erhöhten Belastung und somit zu einem Anstieg des Arbeitsstress. Durch den immer höher werdenden Druck, werden Arbeit und Freizeit oft vermischt und Betroffene können die zwei Lebensbereiche kaum voneinander trennen. Besonders Menschen, die im Rettungsdienst und bei der Feuerwehr tätig sind, stehen dauerhaft in erhöhter Bereitschaft. Dies kann eine Spannung, welche einen möglichen Stressor in der Arbeit darstellen kann, erzeugen. Oft wird Spannung als Folge von Mangel an Unvorhersehbarkeit im Arbeitsalltag hervorgerufen.
Es wurden Studien zum Thema Erreichbarkeit durchgeführt, welche die Frage: „Unterscheiden sich die Arbeitsmerkmale von Arbeitsplätzen, an denen Erreichbarkeit für Arbeitsanforderungen außerhalb regulären Arbeitszeiten auftritt, von denen ohne Erreichbarkeit?“ aufgreifen. Die Ergebnisse zeigen, dass Arbeitnehmer, die außerhalb der Arbeitszeiten erreichbar sein müssen, mehr Überstunden machen, höheres Arbeitspensum erleben und oft als Entscheidungsträger fungieren.
Des Weiteren haben Untersuchungen ergeben, dass die ständige Erreichbarkeit außerhalb der regulären Arbeitszeiten in Fehlbeanspruchungsfolgen wie emotionale Erschöpfung, Work-Life-Inbalance und Burnout resultiert. Diese permanente Zugänglichkeit stellt ein gesundheitliches Risiko für die Beschäftigten dar und sollte von Dienstgebern reduziert werden.

### Negatives Arbeitsumfeld
Schlechtes Arbeitsklima und ein negatives Arbeitsumfeld tragen ebenso zu Belastungsstress bei. Durch sie verlieren die Menschen sehr leicht die Motivation an der Arbeit und entwickeln ein großes Unwohlbefinden, welches sich auf ihre Leistungen auswirkt. Weiters kann die fehlende Anerkennung von Vorgesetzten oder Mitarbeitern ebenfalls dazu führen, dass sich Menschen nicht wertgeschätzt fühlen und es ihnen somit nicht gelingt, sich in dem was sie tun zu verwirklichen. Ergebnisse einer Schweizer Longitudinalstudie ergaben, dass bei einem Drittel der Teilnehmer Arbeitsstress aufgrund eines Ungleichgewichts zwischen Herausforderungen des Berufsalltags und der erlangten Anerkennung auftritt. Bei der Arbeitsplatzgestaltung achten viele Firmen auf Funktionalität und Ausgabenminimierung (Homeoffice), dies führt in vielen Fällen zur Reduzierung der sozialen Kontakte und Isolierung im Arbeitsumfeld. Durch die Umstellung von persönlicher oder telefonischer Kommunikation auf virtuelle Verständigung fühlen sich viele Arbeitnehmer einsam und abgegrenzt.
Australische Wissenschaftler konnten nachweisen, dass Arbeitsstress ansteckend sein kann. Oft wird der eigene Stress auf Arbeitskollegen übertragen oder umgekehrt. Dies kann Leistungsabnahme zur Folge haben. Vorgesetzte, Mitarbeiter oder ein negatives Arbeitsumfeld können mögliche Stressoren darstellen. Die Forschungsergebnisse zeigten, dass die Stressfaktoren häufiger aber von außerhalb des Berufsumfelds, meistens von Partnern, welche selbst unter hohem Arbeitsstress leiden, stammen. Die Forscher betonen daher auch die Wichtigkeit der Work-Life-Balance, welche das Wohlbefinden der Arbeiter im Berufsleben steigert und sie vor psychischen Erkrankungen schützt.
Ob die Arbeit positive oder negative Auswirkungen auf die Psyche und Gesundheit des Menschen hat, hängt von Faktoren wie der Arbeitsgestaltung, der Verfügbarkeit an Ressourcen und dem Maß an vorhandenen Fehlbeanspruchungen ab. Anhand des DGB-Index „Gute Arbeit“ kann die Qualität der Arbeitsbedingungen seitens der Beschäftigten ermittelt werden. Dieses Verfahren wurde 2007 entwickelt und dient auch als Instrument im Prozess von Beurteilungen psychischer arbeitsbedingter Belastungen. Bei den Beschäftigtenbefragungen werden unter anderem folgende Kriterien geprüft: Entwicklungs- und Gestaltungsmöglichkeiten, Betriebskultur, Sinn der Arbeit, emotionale und körperliche Anforderungen. Der DGB-Index ist an das Belastungs-Beanspruchungs-Konzept angelehnt.

### Unter- und Überforderung
Weiters können sowohl Unter- als auch Überforderung Grund für enormen Arbeitsstress sein. Ulfert Hapke vom Robert Koch Institut in Berlin und Kollegen gehen davon aus, dass es zu einer chronischen Überforderung in Form von chronischem Stress kommen kann, wenn die Häufigkeit und Intensität von Stressbelastungen in einem negativen Gleichgewicht zu den vorhandenen individuellen Ressourcen der Person steht. Betroffene Personen, die eine Überforderung oder Unterforderung am Arbeitsplatz erleben, können an einem Burn-out (Burnout-Syndrom) bzw. Boreout-Syndrom erkranken. Beim Burnout-Syndrom handelt es sich um eine Überforderung, Erschöpfung und eine damit einhergehende Leistungsabnahme. Laut Kathleen Schwarzkopf und Roland von Känel hängt diese permanente Überforderung und der Leistungsdruck unter anderem mit der Modernisierung und der technologischen Entwicklung zusammen. Denn diese fördern die ständige Erreichbarkeit und Flexibilität sowie das permanente Streben nach Gipfelleistungen.
Im Gegensatz zu früher, werden heute höhere Qualifikationen, bessere Leistungen und mehr Flexibilität von der modernen Arbeitswelt gefordert. Die Anzahl der Menschen, die das Gefühl haben den Ansprüchen ihrer Arbeitgeber nicht mehr gerecht werden zu können, steigt immer weiter an.

## Auswirkungen von Arbeitsstress
Arbeitsbedingter Stress kann sich auf viele verschiedene Arten auf den Menschen auswirken. Beispiele sind Müdigkeit, totale Erschöpfung, Motivationslosigkeit und ein gestörtes Schlafmuster.
Eine Studie, welche die Auswirkungen von Arbeitsverhalten auf das Schlafverhalten untersuchte, ergab, dass Arbeitsstress mitverantwortlich für die Entstehung von psychischen Störungen ist. Eigene berufliche Verhaltensweisen haben starken Einfluss auf das Erleben von Arbeitsstress, welcher sich negativ auf das Schlafverhalten auswirkt.
Der Zusammenhang zwischen Stress bei der Arbeit und Burn-out konnte in einer Metaanalyse der Universität Mainz bestätigt werden. Die Forscher konnten in ihrer Studie zeigen, dass Arbeitsstress und Burn-out sich gegenseitig aufschaukeln. Wobei der Burn-out sich viel stärker auf das Stressempfinden am Arbeitsplatz auswirkt als Arbeitsstress auf Burn-out.
Die Mehrzahl der internationalen Studien berichtet einen mittelstarken Zusammenhang zwischen Arbeitsstress und koronaren Herzerkrankungen. Dies kann als Beleg gelten, dass Arbeitsstress ein relevanter Risikofaktor ist. Nach Angaben der DAK-Gesundheit (2022) leiden neun Prozent der Beschäftigten unter herzgefährdendem Arbeitsstress im Sinne einer Gratifikationskrise (Ungleichgewicht zwischen Verausgabung und Belohnung am Arbeitsplatz). Betroffene haben demnach das Gefühl, wenig Wertschätzung am Arbeitsplatz zu erhalten.
Körperliche Beschwerden, emotionale Überlastung und Arbeitsunzufriedenheit wirken sich vor allem bei Arbeitnehmer aus, die zu hohe Anforderungen, zu wenig Anerkennung und ungenügend Kontrolle in der Arbeit erleben. Die häufigsten Krankheiten, welche als Folge von Arbeitsstress entstehen, sind: Herz-Kreislauf-Erkrankungen, Zuckerkrankheit, Übergewicht, Atemwegserkrankungen, Hauterkrankungen und Allergien.
Durch die Veränderungen der modernen Arbeitswelt stiegen die psychischen Belastungen immer weiter an. Studien zeigen, dass sich mittels standardisierten Messverfahren der Zusammenhang zwischen Arbeitsstress und dessen Auswirkungen auf die menschliche Gesundheit ermitteln und messen lässt. Modelle, die hierzu herangezogen werden, sind: das Anforderungs-Kontroll-Modell des US-amerikanischen Soziologen Robert Karasek und das Modell beruflicher Gratifikationskrisen.
Stress am Arbeitsplatz kann auch zu positiven Auswirkungen führen. Erhöhte Leistungsfähigkeit, sowie mehr Motivation, können Folge von Arbeitsstress sein. Positive Auswirkungen können insbesondere entstehen, wenn die Arbeit als sinnvoll erachtet wird und Arbeitsaufgaben bewältigbar erscheinen.